# Prasinocyma ruficulmen
Prasinocyma ruficulmen là một loài bướm đêm trong họ Geometridae.